# Churu (distrikt)
Churu är ett distrikt i den indiska delstaten Rajasthan. Den administrativa huvudorten är staden Churu. Distriktets befolkningen uppgick till 1 923 878 invånare vid folkräkningen 2001, på en yta av 16 830 km².

## Administrativ indelning
Distriktet är indelat i sju tehsil, en kommunliknande administrativ enhet:
- Churu
- Dungargarh
- Rajgarh
- Ratangarh
- Sardarshahar
- Sujangarh
- Taranagar

## Urbanisering
Distriktets urbaniseringsgrad uppgick till 27,87 % vid folkräkningen 2001. Den största staden är huvudorten Churu. Ytterligare tio samhällen har urban status:
- Bidasar, Chhapar, Dungargarh, Rajaldesar, Rajgarh, Ratangarh, Ratannagar, Sardarshahar, Sujangarh, Taranagar